# 极速前进25
《极速前进25》（The Amazing Race 25），是CBS的流行真人競賽節目《极速前进》的第二十五季。本季繼續有十一對有各種既定關係的參賽隊伍，為最終大獎——一百萬美元進行環球旅行競賽。
本季起點為紐約市曼哈頓的時報廣場。

## 比賽結果
因为可能要增删一些资料，此列表并不一定会完全反映所有播映版本的内容。下表列出的队员关系为节目拍摄时期的状态，关系描述为官方版本。
| 隊伍              | 關係             | 分段比賽成績 | 分段比賽成績 | 分段比賽成績 | 分段比賽成績 | 分段比賽成績 | 分段比賽成績 | 分段比賽成績 | 分段比賽成績 | 分段比賽成績 | 分段比賽成績 | 分段比賽成績 | 分段比賽成績 | 路障完成情况         |
| 隊伍              | 關係             | 1            | 2            | 3            | 4            | 5            | 6            | 7            | 8            | 9            | 10           | 11           | 12           | 路障完成情况         |
| ----------------- | ---------------- | ------------ | ------------ | ------------ | ------------ | ------------ | ------------ | ------------ | ------------ | ------------ | ------------ | ------------ | ------------ | -------------------- |
| Amy & Maya        | 食品科學家       | 6th          | 8th          | 5th          | 4th          | 7th          | 6th          | 3rd          | 4th          | 4th⊃6        | 2nd          | 4th          | 1st          | Amy 5，Maya 5        |
| Misti & Jim       | 牙醫夫妇         | 1st          | 2nd          | 1st          | 8th3         | 6th          | 1st          | 1st          | 2nd          | 3rd          | 1st          | 3rd          | 2nd          | Misti 5，Jim 5       |
| Adam & Bethany    | 衝浪夫妇         | 5th          | 1st2         | 2nd          | 7th          | 2nd          | 2nd          | 5th          | 1stε5        | 1stƒ         | 3rd          | 2nd          | 3nd          | Adam 5，Bethany 4    |
| Brooke & Robbie   | 摔跤手情侣       | 4th          | 7th          | 6th          | 2nd          | 5th          | 5th          | 4th          | 5th          | 2nd          | 4th          | 1st          | 4th7         | Brooke 4，Robbie 4   |
| Kym & Alli        | 城市單車賽車手   | 3rd          | 3rd          | 7th          | 1st          | 1st          | 3rd          | 2nd          | 3rd          | 5th          |              |              |              | Kym 4，Alli 3        |
| Tim & Te Jay      | 學院甜心         | 2nd          | 5th          | 8th          | 5th          | 3rd          | 4th          | 6th          | 6th          |              |              |              |              | Tim 3，Te Jay 3      |
| Shelley & Nici    | 母女             | 8th          | 9th          | 4th          | 6th          | 4th⊃         | 7th          |              |              |              |              |              |              | Shelley 2，Nici 2    |
| Keith & Whitney   | 訂婚情侶         | 9th1         | 4th          | 3rd          | 3rd          | 8th⊂⋑4       |              |              |              |              |              |              |              | Keith 2，Whitney 1   |
| Michael & Scott   | 消防隊員         | 10th1        | 6th          | 9th          |              |              |              |              |              |              |              |              |              | Michael 0，Scott 1   |
| Dennis & Isabelle | 情侶             | 7th          | 10th         |              |              |              |              |              |              |              |              |              |              | Dennis 1，Isabelle 0 |
| Lisa & Michelle   | 房地產經紀人姐妹 | 11th1        |              |              |              |              |              |              |              |              |              |              |              | Lisa 1，Michelle 0   |

- 紅 : 該隊已被淘汰
- 下線藍：該隊最後抵達非淘汰提示站，他們須在下賽段接受「減速障礙」（Speed Bump）任務。
- 棕⊃或青⊃：該隊為兩隊中，使用「雙重迴轉」（Double U-turn）之其中一隊隊伍；⊂或⊂是被指定迴轉的队伍。⊂ ⊃表示回转未使用。
- 綠ƒ：該隊贏得「通行證」（Fast Forward）；而附有ƒ的賽程號碼表示雖然該賽段有通行證但並無隊伍選擇使用。
- 下线黑：所有队伍会被告知立即进入下一赛段，但在下一个赛段的某个点有一支队伍会被淘汰。

1. ^ a ^ b ^ c  Keith、 Scott及Lisa選擇退出路障。Keith & Whitney及Michael & Scott因在路障選擇棄權而被罰4小時，並於下一賽段開始時生效。可是，Lisa & Michelle於本賽段為最後一名到達，因此被淘汰。
2. ^ Adam & Bethany在該賽段找到了極速通關卡。
3. ^ Misti & Jim原本想用安全卡保护自己不被淘汰，但Phil告诉他们该赛段为非淘汰赛段，所以他们可以继续持有安全卡。
4. ^ 在该赛段，Keith & Whitney原本想回转Amy & Maya。但后者已到达过回转点，所以该回转无效。
5. ^ Adam & Bethany選擇使用極速通關卡跳過第8賽段的繞道任務。
6. ^ 在该赛段，Amy & Maya原本想回转Adam & Bethany。但后者已经獲得通行證而無須到達回转点，所以该回转无效。
7. ^ Brooke & Robbie由于最后一个到达第一个路障地点而被淘汰。

## 每集標題語錄
1. "Go Big or Go Home" – Shelley
2. "When You Gotta Go, You Gotta Go" – Nici
3. "Get Your Sheep Together" – Clue for the sheep-herding task
4. "Thinly Sliced Anchovies" – Ingredient recited by racers in Roadblock
5. "Morocc'and Roll" – Te Jay
6. "I Feel Like I Just Kissed a Goat" – Robbie
7. "Pretty Fly For a Food Scientist" – Maya
8. "Hot Sexy Knights" – Kym
9. "You're Taking My Tan Off" – Brooke
10. "Smells Like Dirty Tube Socks" – Robbie
11. "Hooping It Up" – Adam
12. "All or Nothing" – Maya

## 旅程
美国 →  美屬維爾京群島 →   英国 →  丹麦 →  瑞典 →  摩洛哥 →  義大利 →  馬爾他 →  新加坡 →  菲律賓 →  美国

## 奖项
- 第一段 - 安全卡 （隊伍能使用其以避免淘汰，使用限期為第9賽段完結時。）
- 第二段 - 瑞典双人游
- 第三段 - 迪拜双人游
- 第四段 - 每人一辆福特C-Max Hybrid轿车
- 第五段 - 每人5000美元
- 第六段 - 巴西双人游
- 第七段 - 奥乔里奥斯双人游
- 第八段 - 每人10000美元
- 第九段 - 巴厘双人游
- 第十段 - 越南双人游
- 第十二段 -一百万美元

## 赛段摘要

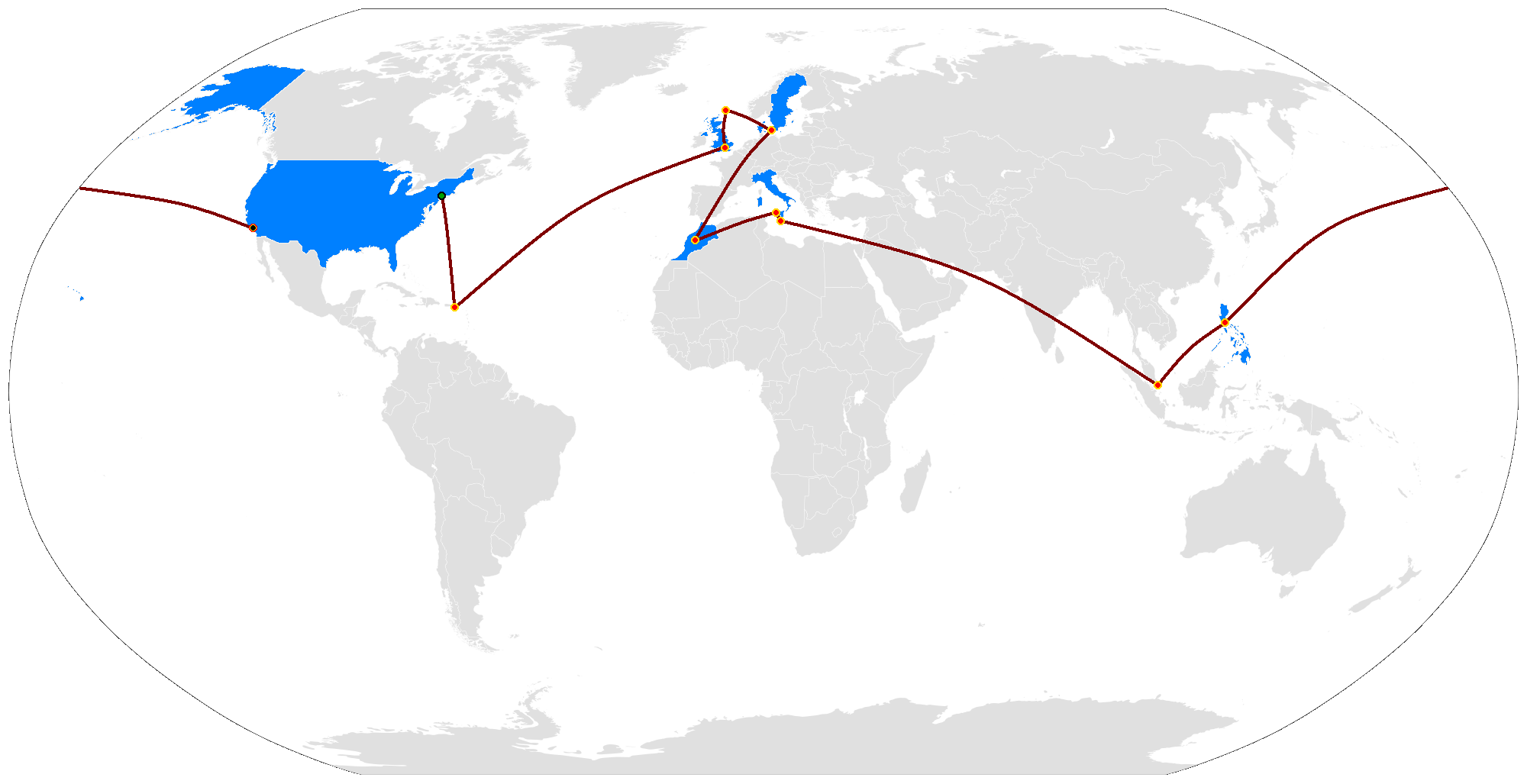
第二十五季路線圖

### 第一段（美國 → 美屬維京群島）
播放日期：2014年9月26日

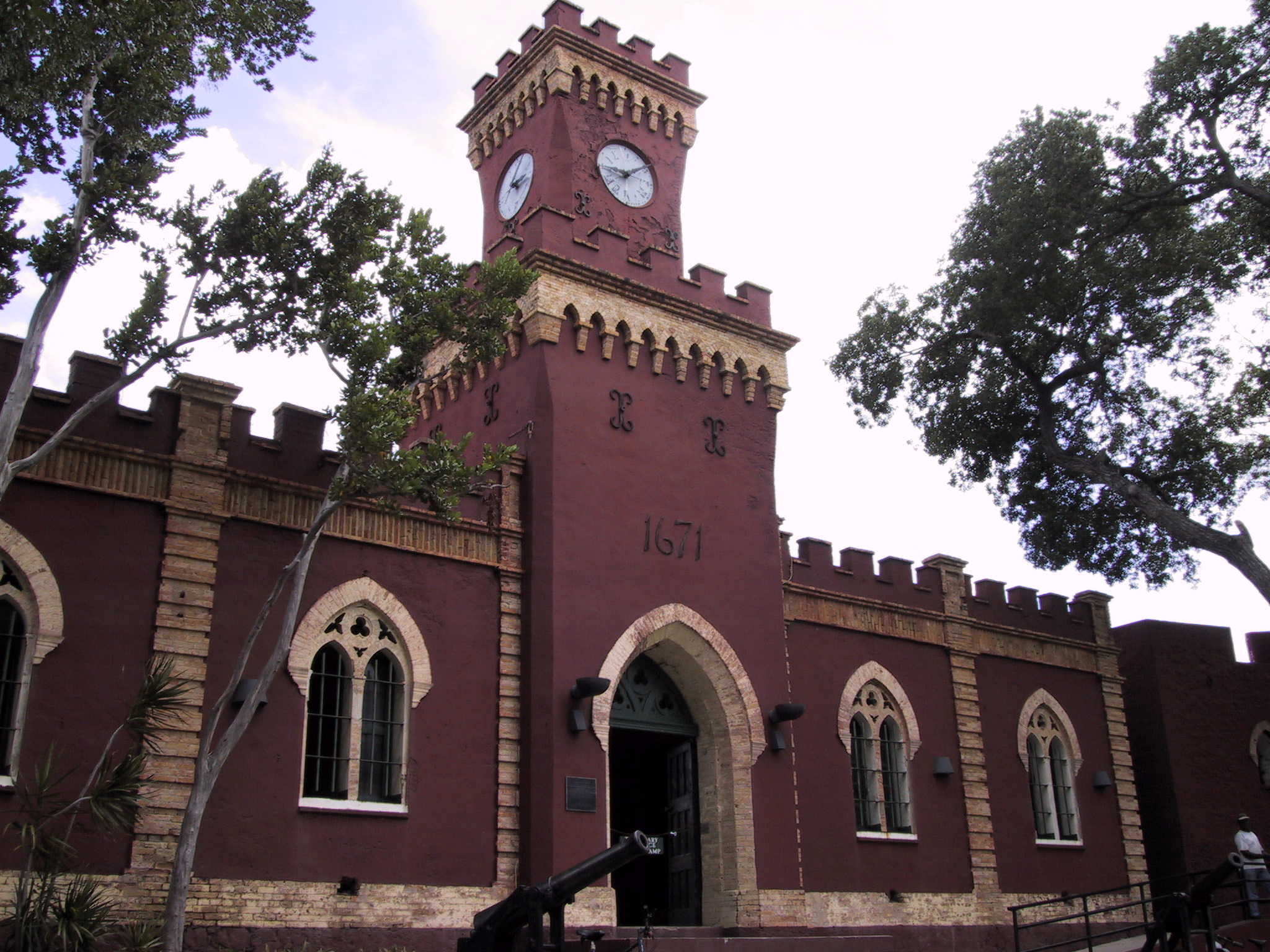
本季的首个中继站美屬維京群島的基斯頓堡.

- 美國，紐約州，紐約 （時報廣場 - 杜菲廣場） （起点线）
- 皇后區（法拉盛草原可樂娜公園 - 巨型地球儀）
- 紐約（約翰·甘迺迪國際機場）到美國美屬維京群島，聖托馬斯島，夏洛特阿馬利亞（Cyril E. King機場）
- 夏洛特阿馬利亞（攤販市集）[AT1]
- Lovango Cay[AT2]
- Lovango Cay（海盗船）[AT3]
- 夏洛特阿馬利亞（基斯頓堡）

起点线任务：队伍要根据线索找到曾参加第一季比赛的选手，他们会告诉队伍第一季比赛的終點在哪里，即法拉盛草原可樂娜公園。
路障：一名队员要根据所提供的方位利用液体指南针辨别方向，然后用铲子测量距离找到埋在海滩里的宝箱，里面就有下一条线索。
附加任务
[AT1]：在「攤販市集」，队伍要登记前往Lovango Cay的六班水上飞机。
[AT2]：水上飞机之旅后，队伍要搭船前往「卡維岩」并爬到顶端再跳入大海，下一条线索就在漂流瓶里。
[AT3]：搭船到达海盗船后，黑胡子会给他们下一条线索。然后队伍要划船到达海滩上获取路障线索。

### 第二段（美屬維京群島 → 英国）
播放日期：2014年10月3日

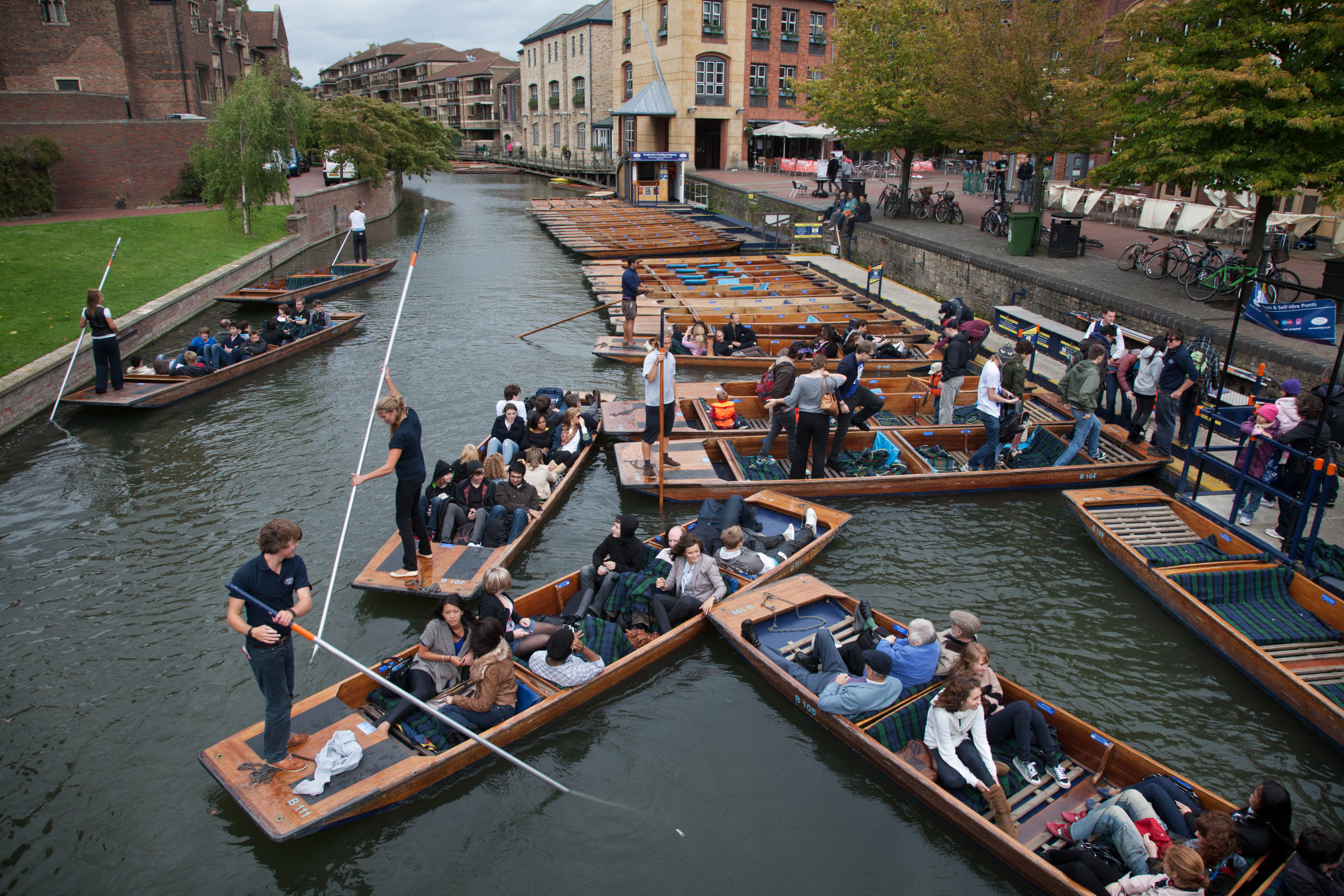
在牛津，队伍要在馬德林橋进行划船任务.

- 夏洛特阿馬利亞（Cyril E. King機場） 到 英國英格蘭倫敦（希思罗机场）
- 伦敦城（伦敦塔桥）[AT1]
- 威斯敏斯特（帕丁顿车站）到 牛津（牛津火车站）
- 牛津（馬德林橋）[AT2]
- 牛津（牛津大学基督教堂学院--汤姆方庭）[AT3]
- 伍德斯托克（布伦海姆宫）

绕道：队伍要选择“面对面”或“煎饼赛跑”任一任务。
- 在“面对面”（About Face），队伍要前往萨默塞特府，穿上皇家卫队服装学习并根据教官的指令完成一次卫兵换班仪式，一旦获得指挥官认可就能获得下一条线索。
- 在“煎饼赛跑”（Pancake Race），队伍要前往Victoria Tower Garden然后每名队员先系上围裙烤出一块煎饼，之后沿着赛道边跑边翻煎饼且煎饼不能掉落。如果能在1分15秒内跑完就能获得下一条线索。

附加任务
[AT1]：到达伦敦后，队伍要前往伦敦塔桥找到附近的珠母纽扣国王和皇后就能获得下一条线索。
[AT2]：在馬德林橋，一名队员要站在平底船的剑桥端划船，而另一名队员则要站在对面的牛津端，一旦队伍沿着牛津大学莫德林学院岛绕行一圈后就能获得下一条线索。
[AT3]：在汤姆方庭，队伍会面临两个选择：是根据雨伞里的线索前往Bear Inn获取迅速通关卡（注：只有第一支到达的队伍才能获得迅速通关卡）、还是根据圆顶硬礼帽的信息寻找中继站。

### 第三段（英国）
播放日期：2014年10月10日
- 牛津（牛津大学出版社）（赛段起点）
- 牛津（牛津火车站）到 英国苏格蘭阿伯丁（阿伯丁火车站）[AT1]
- 阿伯丁（阿伯丁海港） 到 设德兰群岛，勒威克（勒威克渡轮码头）
- 勒威克（皇家全国救生艇协会）[AT2]
- 斯卡洛韦（斯卡洛韦城堡）
- 斯卡洛韦（贝利农场）[AT3]
- 圣尼尼安岛

绕道：队伍要选择“运泥”或“点火”任一任务。
- 在“运泥”（Pony Up），队伍要用当地传统铁锹铲50块泥煤，然后将两堆干泥煤用设德兰矮种马运送到附近的农家就能获得下一条线索。
- 在“点火”（Light My Fire），队伍要前往指定地点领取材料并制作一个火把（注：每个步骤只有得到认可后才能进行下一步。）当制作完成后，队伍要带着做好的火把前往维京人火把节现场，点燃火把后就能获得下一条线索。

附加任务
[AT1]：乘火车到达阿伯丁后，队伍要前往指定停车场找到福特福克斯并驾车前往阿伯丁海港再连人带车搭乘轮渡到设德兰群岛。
[AT2]：在皇家全国救生艇协会，队伍要找到当地的吉祥物--海鹦就能获得下一条线索。
[AT3]：在贝利农场，队伍要将绵羊赶入围栏里。一旦赶入围栏后，队伍会获得一个银制品，从而指引队伍前往发现地--圣尼尼安岛。

### 第四段（英国 → 丹麦 & 瑞典）
播放日期：2014年10月17日

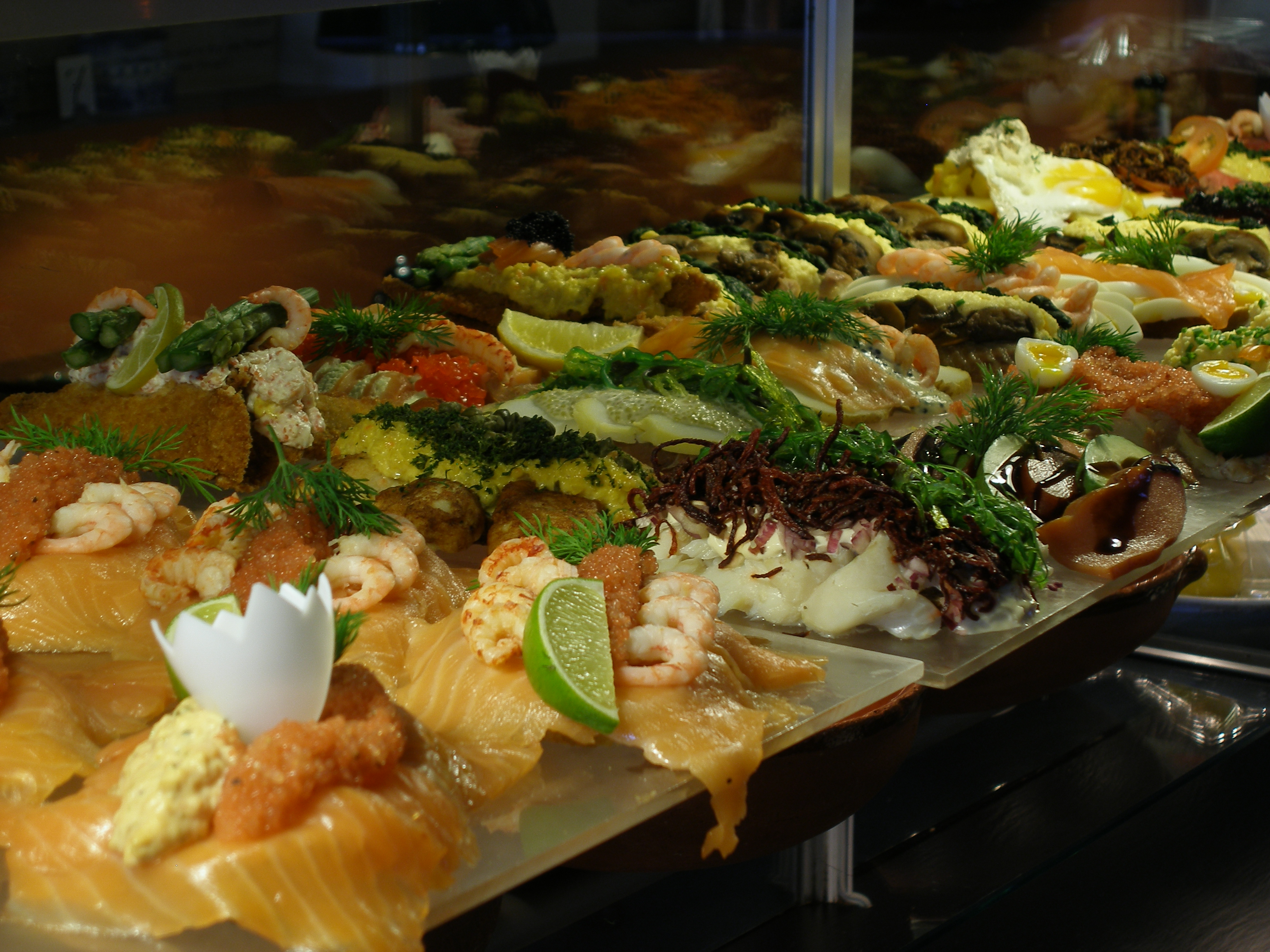
本赛段的路障任务将在哥本哈根著名的餐厅进行，队伍将要进行三明治订单任务.

- 勒威克（勒威克渡轮码头）到 阿伯丁（阿伯丁海港）
- 阿伯丁（阿伯丁机场）到 丹麦哥本哈根（哥本哈根机场）
- 瑞典马尔默（Stortorget）[AT1]
- 哥本哈根（伊黛大衛生）
- 哥本哈根（VM Houses）

绕道：队伍要选择“停车空间”或“婚礼蛋糕”任一任务。两项任务要求队伍要驾车回到哥本哈根。
- 在“停车空间”（Parking Space），队伍要前往指定的停车区域在30分钟里按照图片布置完成。一旦全部摆放正确就能获得下一条线索。如果超时，队伍要在另外一个停车区域重新布置。
- 在“结婚蛋糕”（Wedding Cake），队伍要先制作一个婚礼蛋糕，然后一名队员要坐在自行车前面捧着蛋糕。另一名队员要骑自行车将蛋糕送往指定的餐馆。一旦领班签收，队伍要骑自行车回到蛋糕店，用签好的单据换取下一条线索。

路障：一名队员要选一桌顾客，根据顾客所提供的数字队员要在清单找到相应的三明治原料并告诉主厨。正确后，队伍要将相应的三明治端到顾客桌上就能获得下一条线索。
附加任务
[AT1]：到达哥本哈根后，队伍要驾驶福特C-Max混合轿车前往瑞典。当他们到达马尔默的Stortorget后，如果他们的油耗小于0.10加仑（约0.38升）就能获得下一条线索。如果超过0.10加仑，队伍要正确回答斯堪的纳维亚三国的首都。

### 第五段（丹麦 → 摩洛哥）
播放日期：2014年10月24日

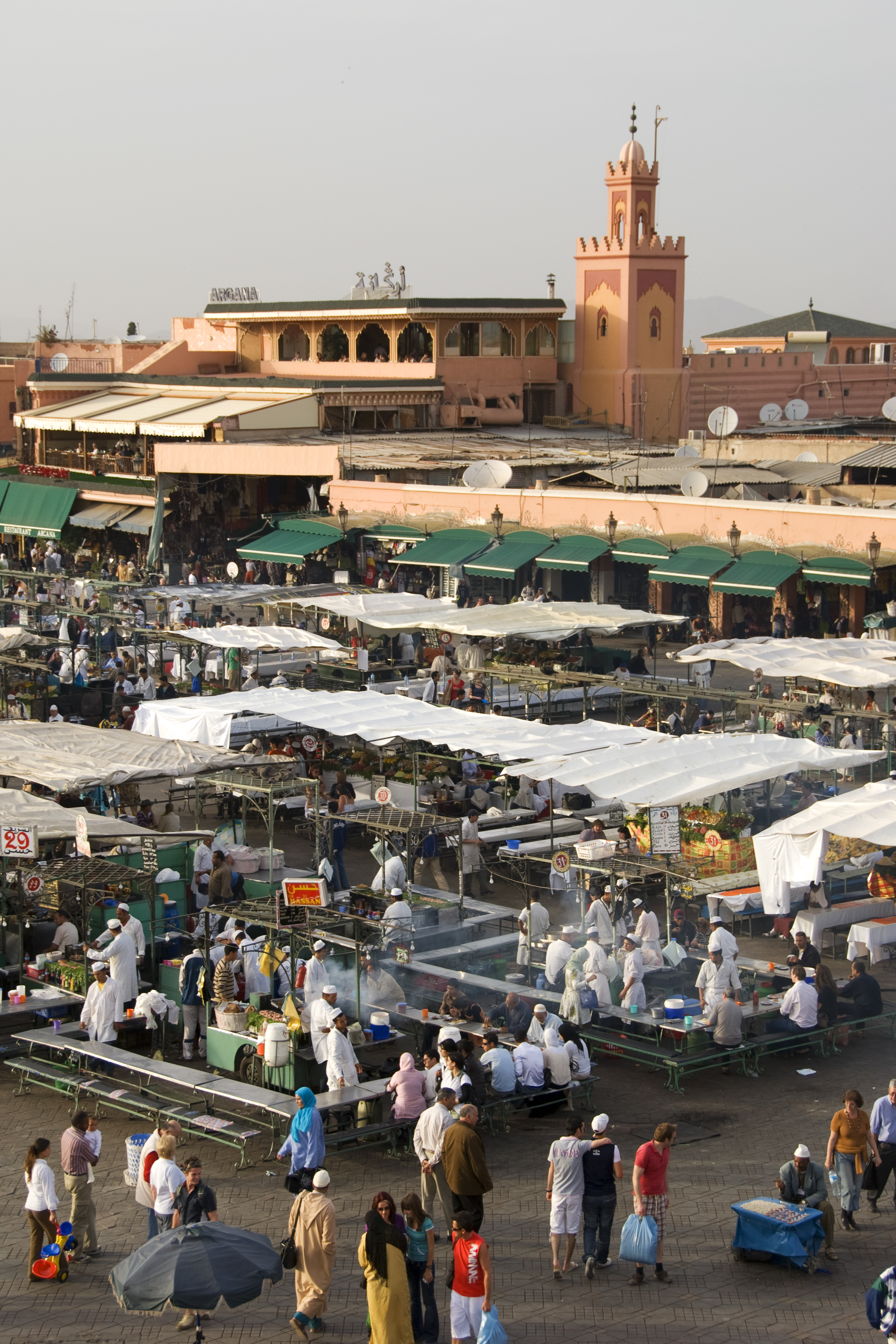
本赛段的任务将在马拉喀什的杰马·埃勒·夫纳广场进行.

- 哥本哈根（哥本哈根机场）到 摩洛哥马拉喀什（马拉喀什－迈纳拉国际机场）
- 马拉喀什（杰马·埃勒·夫纳广场） [AT1]
- 马拉喀什（巴迪伯制革厂）
- 马拉喀什（班约瑟夫伊斯兰学校）
- 马拉喀什（大阳台冰川咖啡室）
- 马拉喀什（艾麦扎地毯店）

路障：一名队员必须脱去三张羊皮上的羊毛并在完成后将三张羊皮送往附近的皮匠。在拿到皮匠收据后，将收据送回制革厂便可获得下一条线索。
绕道：队伍要选择“旋转时间”或“饮茶时间”任一任务。
- 在“转圈时间”（Twirl Time），队伍要加入街头艺人，一名队员演奏当地鼓并保持节奏，另一名队员演奏当地乐器Krakebs并旋转头顶的流苏。如果能在一分钟时间内不停旋转头顶上的流苏，队伍便可获得下一条线索。
- 在“喝茶时间”（Tea Time），队伍要首先学习倒摩洛哥当地的薄荷茶，在从商店取到茶具后，他们必须来到饭店，观察如何用正确的方式倒茶。一名队员必须单手端着杯子，另一名队员从高处倒茶。当倒茶方式被认可后，队伍便可以获得下一条线索。

减速带：队伍必须前往附近的Le Cadeau Berbère地毯店取8张摩洛哥地毯并将他们带到Riad Monceau酒店旁的街道上，将8张地毯挂到路边后，队伍便可继续前进。
附加任务
[AT1]：队伍必须在广场上支起一食品摊，当食品摊摊主认为可以营业后，队伍便可获得下一条线索。

### 第六段（摩洛哥）
播放日期：2014年10月31日
- 马拉喀什（艾尔马西）[AT1]
- 鸭德撤达（陶器店）

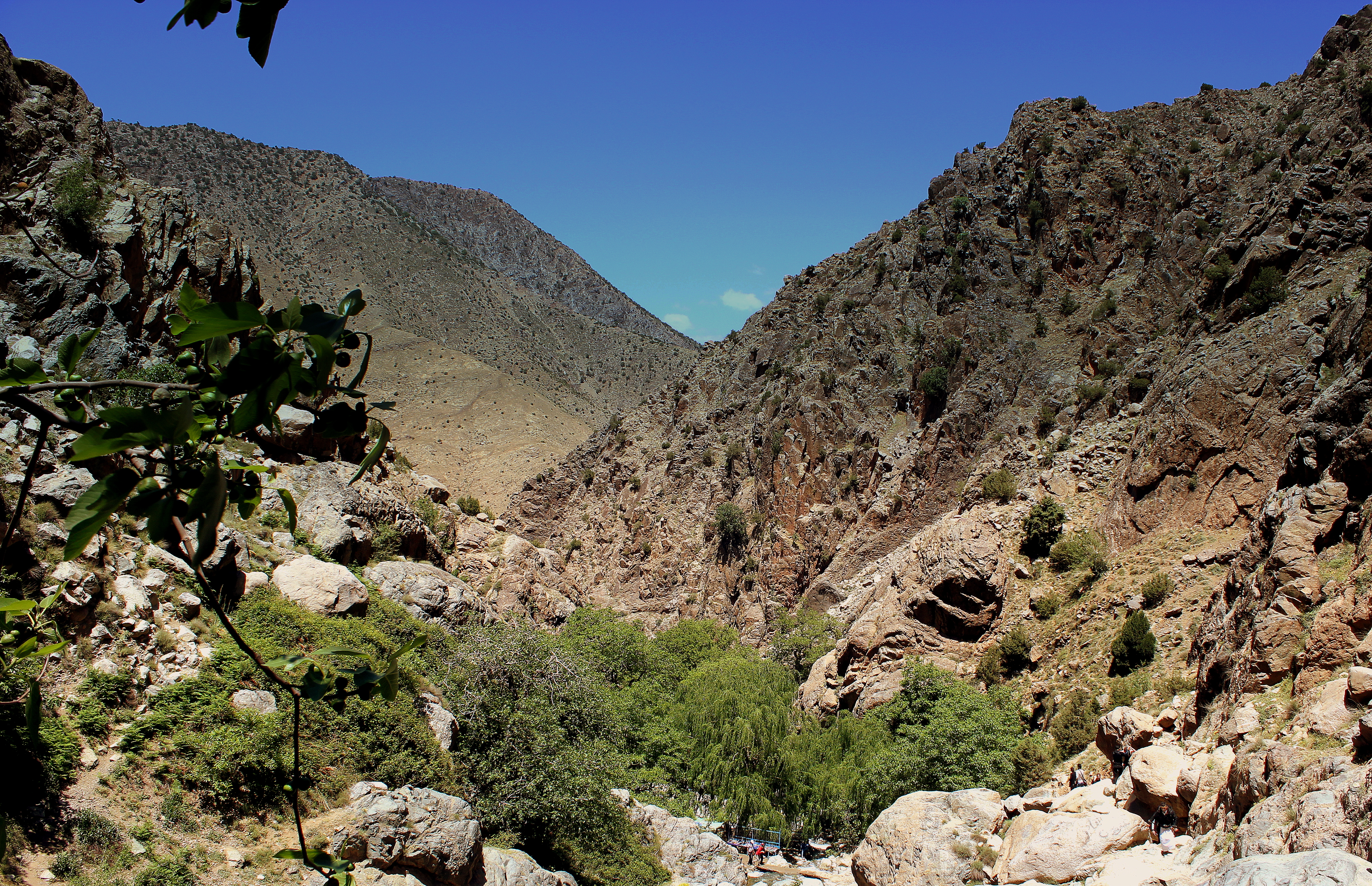
在本赛段，队伍要在阿特拉斯山脉进行路障任务.

- 谭士留（塔雷斯迪亚曼拿）
- 马拉喀什（迪伊夫砦）

绕道：队伍要选择“露营”或“奶油”任一任务。在开始两项任务前，队伍要驾车到Oumnasse Casbah。
- 在“露营”（Camp），队伍要用所提供的材料制作一顶传统帐篷，一旦完成后的帐篷得到满意就能获得下一条线索。
- 在“奶油”（Cream），队伍要抓一头羊并挤羊奶到达指定线，然后用工具将羊奶制作成奶油。一旦制作好的奶油达到3盎司（约85 克）就能获得下一条线索。

路障：一名队员要通过木板桥横跨阿特拉斯山脉峡谷到达对岸，然后完成一幅拼图之后就可以通过滑索与同伴回合并获得一张图片，图片上的建筑就是中继站。
附加任务
[AT1]：队伍要先在指定地点各拿一袋干草并将其送到储藏区，然后将马绑在马车上并搭乘马车进城，之后队要给马喂苹果吃才能获得下一条线索。

### 第七段（摩洛哥 → 意大利）
播放日期：2014年11月7日
- 马拉喀什（Casa d'Ete）（赛段起点）

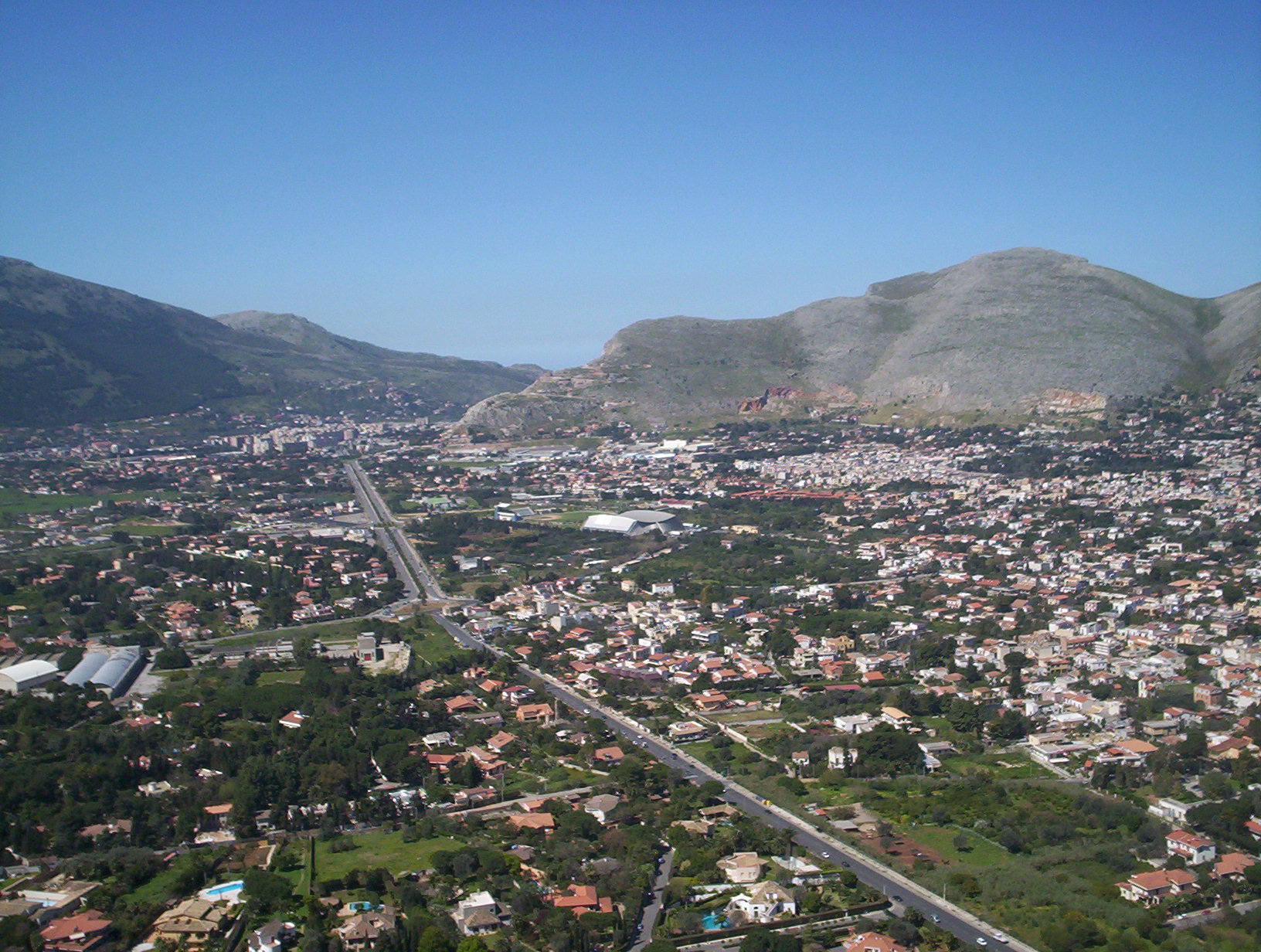
在西西里岛的路障任务，队伍要在佩萊格里諾山驾驶赛车，体验意大利人的赛车历史.

- 马拉喀什（迈纳拉国际机场）到 意大利西西里岛巴勒莫（巴勒莫机场）
- 巴勒莫（緑林剧院）[AT1]
- 巴勒莫（科斯坦泽別墅）
- 巴勒莫（尼森美別墅）

路障：一名队员要驾驶卡丁车沿着指定赛道飞驰，如果能在4分07秒内到达终点就能获得下一条线索。然后搭乘古董车到指定地点与队友汇合才能阅读线索。
绕道：队伍要选择“筆下春風”或“对号入座”任一任务。
- 在“画家”（Painters），队伍要前往一座教堂在脚手架上躺着修复一幅壁画。一旦得到认可，就可以到神父那里获取下一条线索。
- 在“模特儿”（Posers），队伍要前往一家剧院聆听10首歌剧片断，然后队伍要在众多服装里找到刚才在台上演员所穿的服装并将正确的角色名和相应的歌剧名写在正确位置上，一旦全部填写正确就能获得下一条线索。

附加任务
[AT1]：队伍到“緑林剧院”后，要拿走写有第二天出发时间的铃鼓并加入塔朗泰拉舞蹈队狂欢。

### 第八段（意大利 → 马耳他）
播放日期：2014年11月21日

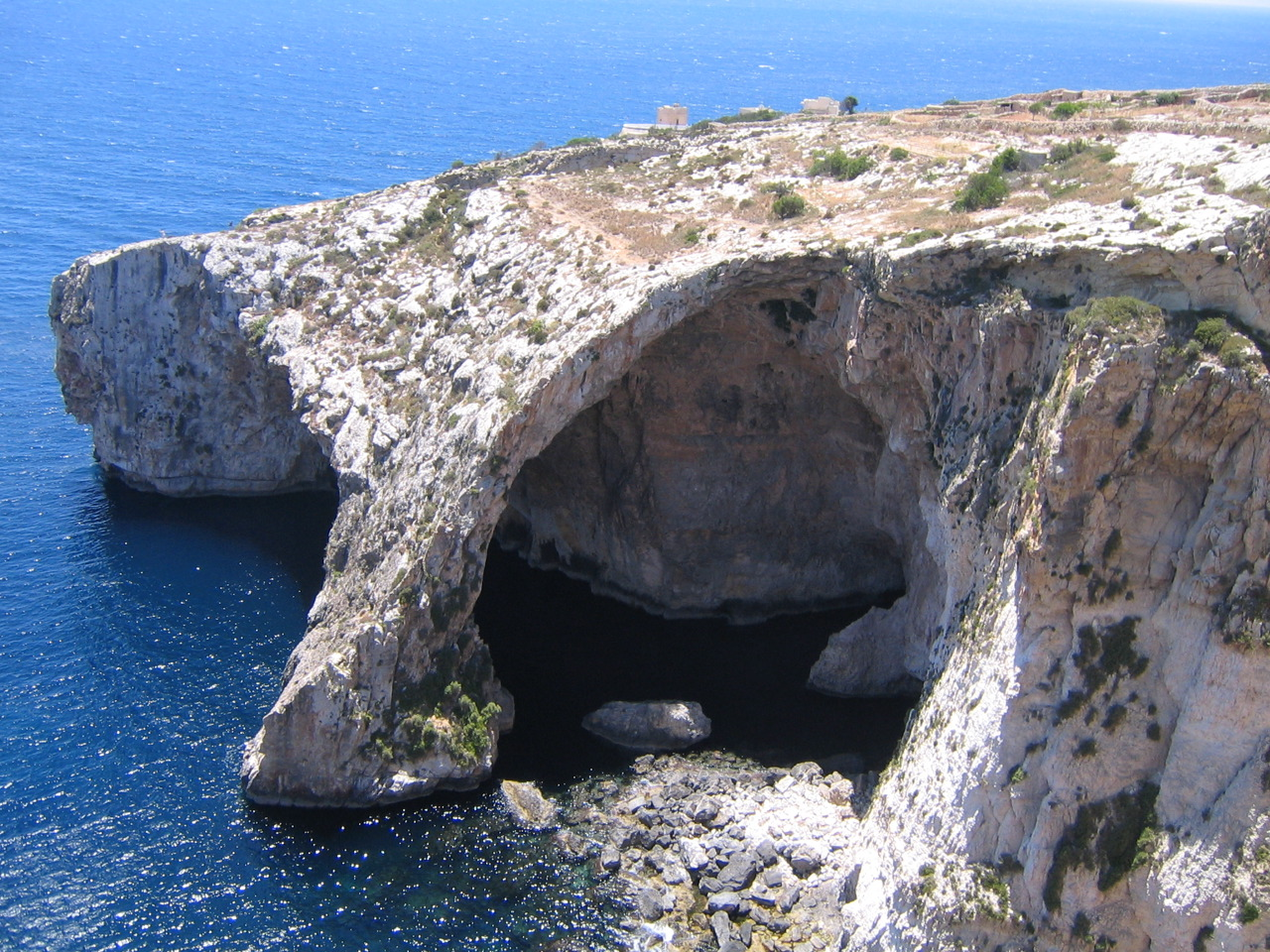
在马耳他的路障任务里，将在著名的藍洞进行.

- 波扎洛（波扎洛碼頭）到 马耳他瓦莱塔（Grand Harbour）
- 瓦莱塔 (Bridge Bar) [AT1]
- 祖里格 (Zurrieq Valley Sea Inlet) [AT2]
- 比爾古 (St. Scholastica教堂)
- 瓦莱塔（马诺奧堡）

路障：一名队员要從懸崖垂降到下面藍洞旁邊的船上（另一名隊員會等在船上），然後要游進洞裡找到下一條線索。找到線索後要回到船上與隊友回合，之後就能返回岸邊。
绕道：队伍要选择“旗帜”或“閃耀”任一任务。
- 在“旗帜”（Flag），队伍要到達港灣，他們要參與一個叫“ġostra”的本地遊戲。隊員要輪流跑在一條延伸出水面，頂部抹了油的杆子上，一名隊員要想辦法抓到比較近的黃旗，而另一名隊員必須去抓插在更遠處的紅旗。一旦拿到這兩面旗帜，队伍便可以获得下一条线索。
- 在“閃耀”（Shine），队伍到達普羅旺斯之門，到達後每名隊員要穿上头盔和胸甲，然後必須同時為對方擦亮盔甲，當騎士滿意後，队伍便可以获得下一条线索。

减速带：队伍必须正确在一塊盾牌上漆上一個傳統馬耳他的十字圖案，當騎士認可後便能繼續前進。
附加任务
[AT1]：隊伍被提供了一瓶白酒和四個酒杯，隊員要各自把這些物品放在托盤上，用一隻手把托盤高舉在自己的肩膀上，然後登上一條長樓梯到Barrakka花园，把酒提供給那裡的騎士團就能獲得下一條線索。如果隊員在運送途中把杯子或瓶子打爛了，他們必須拿扫帚和簸箕清理並重新開始。
[AT2]：到達船屋後，每支隊伍要選擇一條馬耳他十字吊坠，每條吊坠都印著第二天的離開時間，頭三隊會先離開，後面三隊會晚十五分鐘離開。選完後，隊伍要在這裡紮營過夜。

### 第九段（馬爾他 → 新加坡）

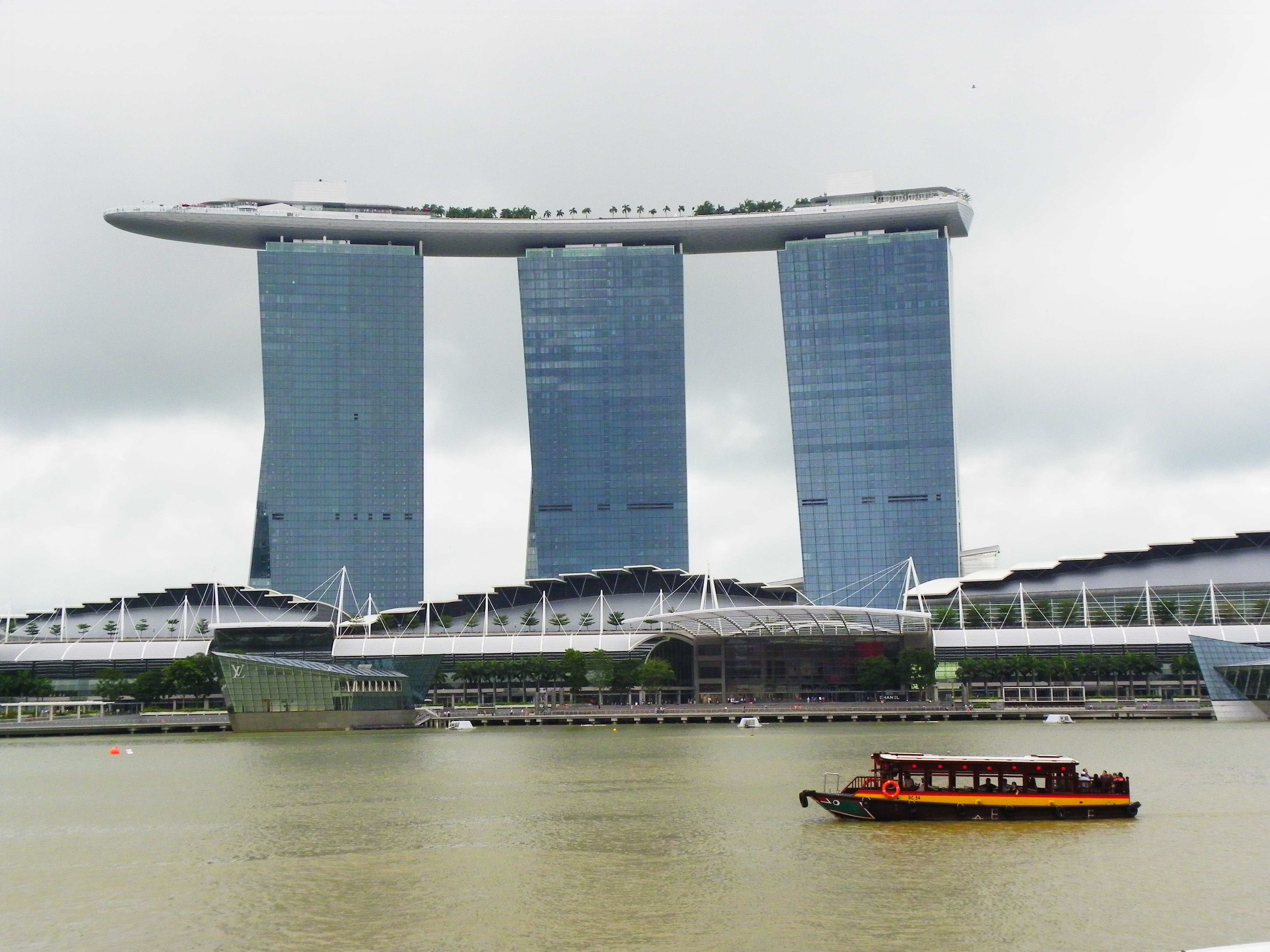
在新加坡的路障任务里，队员将在濱海灣金沙的两座塔之间走钢索.

- 盧加（馬爾他國際機場）到  新加坡（新加坡樟宜機場）
- 新加坡（樟宜村）到 烏敏島 （椰子攤檔）[AT1]
- 新加坡（濱海灣金沙）[AT2]
- 新加坡（萊佛士坊–中央廣場）[AT3]
- 新加坡（福康寧公園）
- 新加坡（花柏山公園 - 魚尾獅） [AT4]
- 新加坡（浮爾頓酒店）

通行證：隊伍要前往聖淘沙的沖浪之家，他們需要踏上沖浪板並在水流猛烈的人工沖浪池中保持平衡，一旦隊伍能夠在沖浪板上保持站立兩分鐘而沒有掉下，他們就能獲得通行證。如果在另一支隊伍到達時仍未能完成任務，則需要把機會讓給另一支隊伍。
路障：一名隊員需要在濱海灣金沙酒店的兩座塔間走鋼絲，當他們走到一邊並拿上線索後必須回到另一邊和隊友會合，以繼續前進。
繞道：隊伍要選擇「瓷杯」或「辣椒蟹」任一任務。
- 在「瓷杯」（China Cups）中，隊伍要接受中式傳統療法--拔罐和刮痧，一旦按摩師說已經成功促进隊員的血液流动和清除毒素,按摩師會交出下一條線索。
- 在「辣椒蟹」（Chilli Crabs）中，隊伍要為一道地道的新加坡菜式--辣椒螃蟹起肉，隊伍會得到一碟剛煮好的辣椒螃蟹，然後隊員要冒著熱燙的溫度徒手將蟹钳弄開,取出蟹肉並混入辣椒酱,一旦收集到2磅（0.91千克）的蟹肉就能獲得下一條線索。

附加任務
[AT1]：到達新加坡後，隊伍要乘坐小贩船前往烏敏島，到達後要找到一個椰子攤檔，隊伍要喝新鮮的椰子水，喝完後就能獲得下一條線索。
[AT2]：隊伍要前往濱海灣金沙酒店的57樓找到下一條線索。
[AT3]：根據線索,隊伍要前往萊佛士坊的中央廣場,一旦找到一個背上有紅色和黃色標語牌的男人,他會交出下一條線索。
[AT4]：隊伍要在新加坡的五個鱼尾狮纪念碑(鱼尾狮公園，聖淘沙，濱海灣富勒頓1號大廈旁和花柏山公園)中找到前往中繼站的線索,其中只有花柏山公園的鱼尾狮有隊伍需要的線索。

### 第十段（新加坡 → 菲律賓）

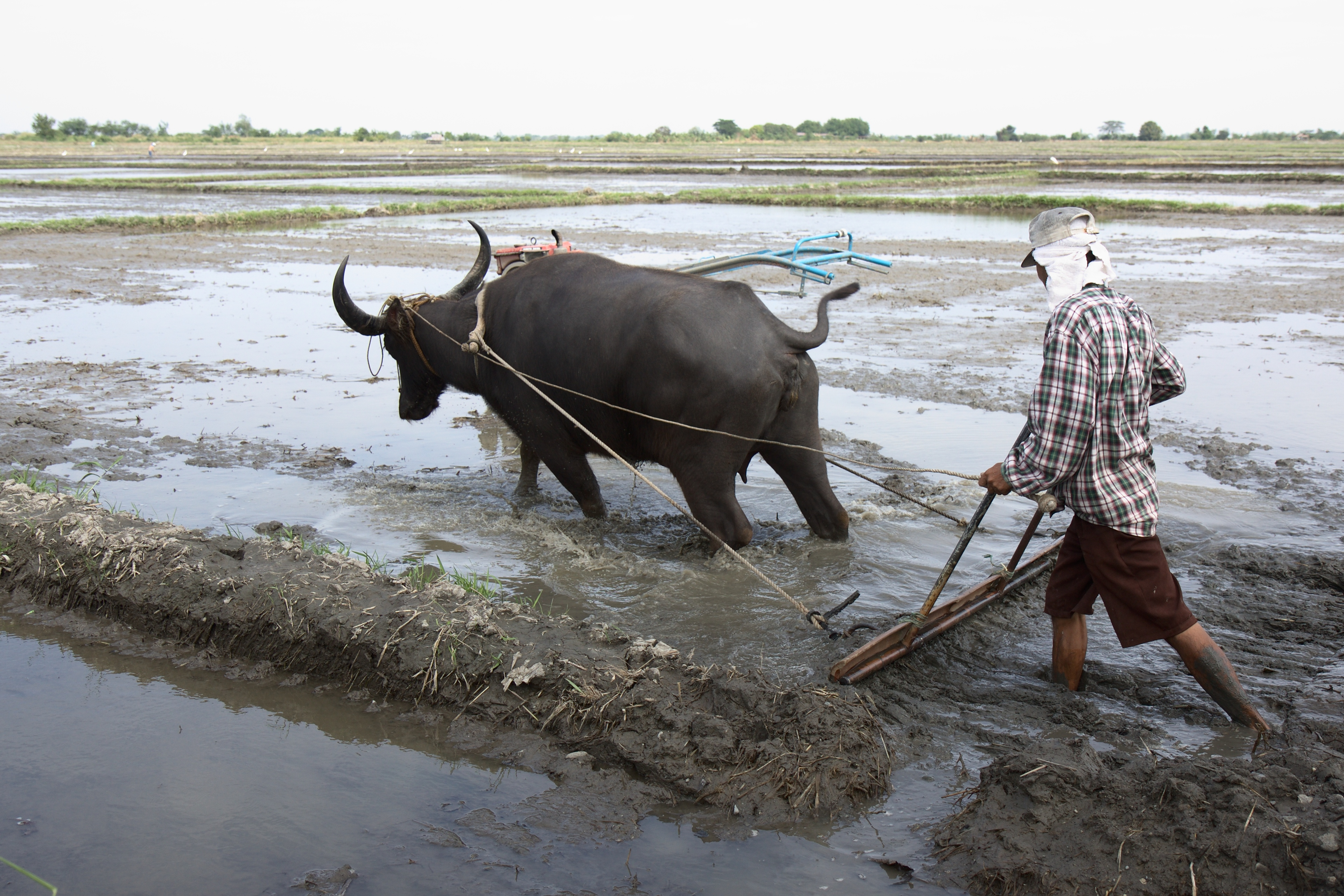
在菲律賓, 队伍要进行第五季的任务重温.

- 新加坡 (新加坡樟宜機場) 到  菲律賓马尼拉(尼諾伊·阿基諾國際機場)
- 帕拉納克市 (巴克拉蘭教堂) [AT1]
- 羅薩里奧市 (市政廣場--Salinas Specials)
- 奈克市 (稻田) [AT2]

繞道：隊伍要選擇「抓魚」或「修車」任一任務。
- 在「抓魚」(Catch)中：队伍要前往马尼拉湾并进入湍急的海水里将鱼搬运到岸上的篮子里，一旦装满3个篮子就能获得下一条线索。
- 在「修車」(Coach)中：队伍要前往一家车行将侉子正确的安装在摩托车边，一旦得到了满意就能获得下一条线索。

附加任務
[AT1]：在巴克拉蘭教堂，队伍要找到指定的卖花摊就能获得下一条线索。
[AT2]：在稻田，队伍要重演极速前进5的一项任务，利用牛犁地的方式在稻田里找到下一条线索。

### 第十一段（菲律宾）

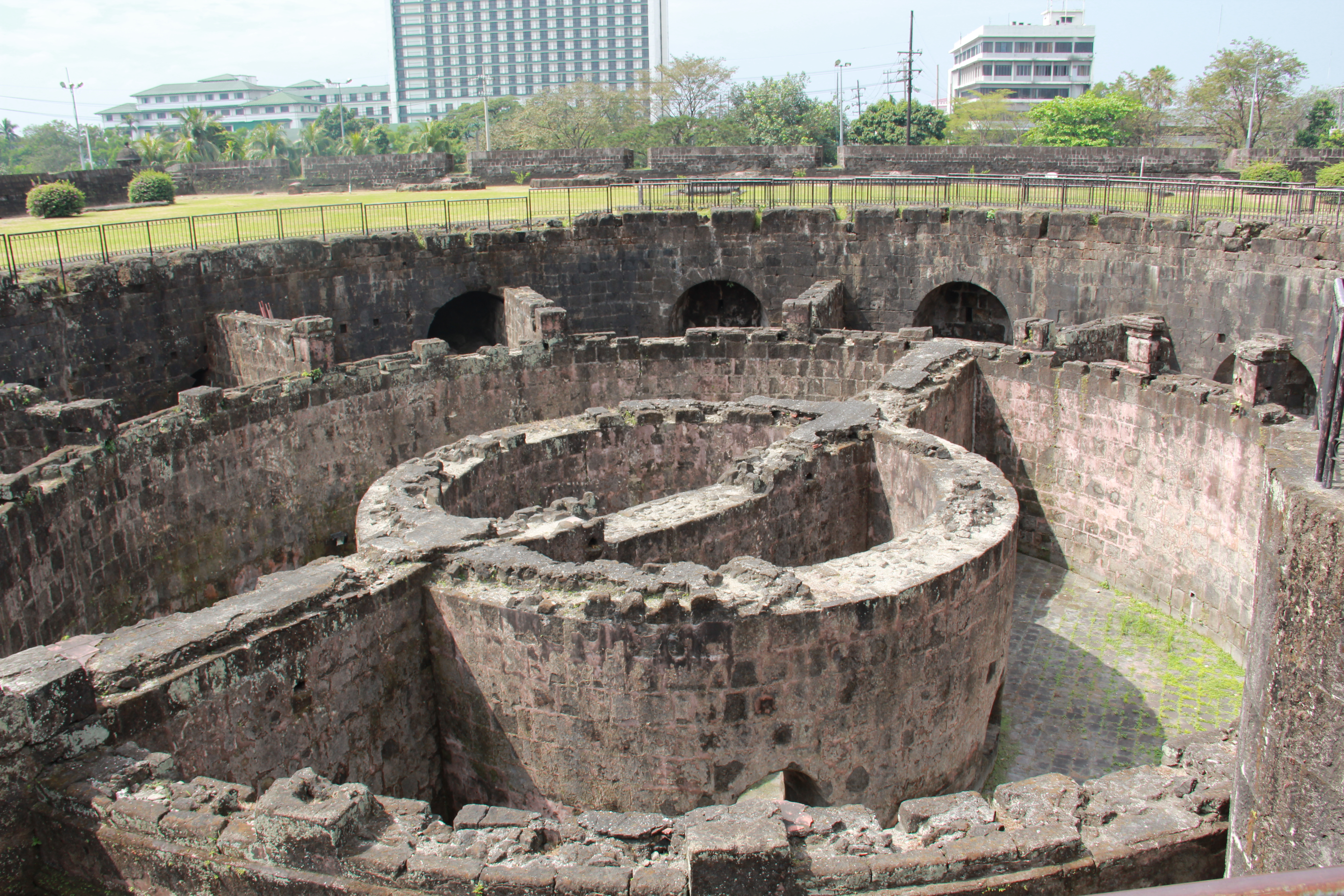
王城区的圣地亚哥堡为本赛段的中继站.

- 马尼拉（苏莱曼酋长公园）
- 马尼拉（迪维索利亚市场）
- 马尼拉（圣地亚哥堡）

减速带：队伍要将货物从损坏的自行车搬到崭新的自行车那里，搬完后就可继续前进。
绕道：隊伍要選擇「这」或「那」任一任務。
- 在「这」（This），队伍要和当地球员一起在马路上进行一场篮球比赛，一旦获得21分就能获得下一条线索。
- 在「那」（That），队伍要在湍急的马路上交替骑车，如果能在17分55秒内完成四圈就能获得下一条线索。

路障：一名队员要在市场里运送一捆扫帚和一串椰壳，当运送完3家店并获得收据后就要用收据换取下一条线索。

### 第十二段（菲律宾 → 美國 ）

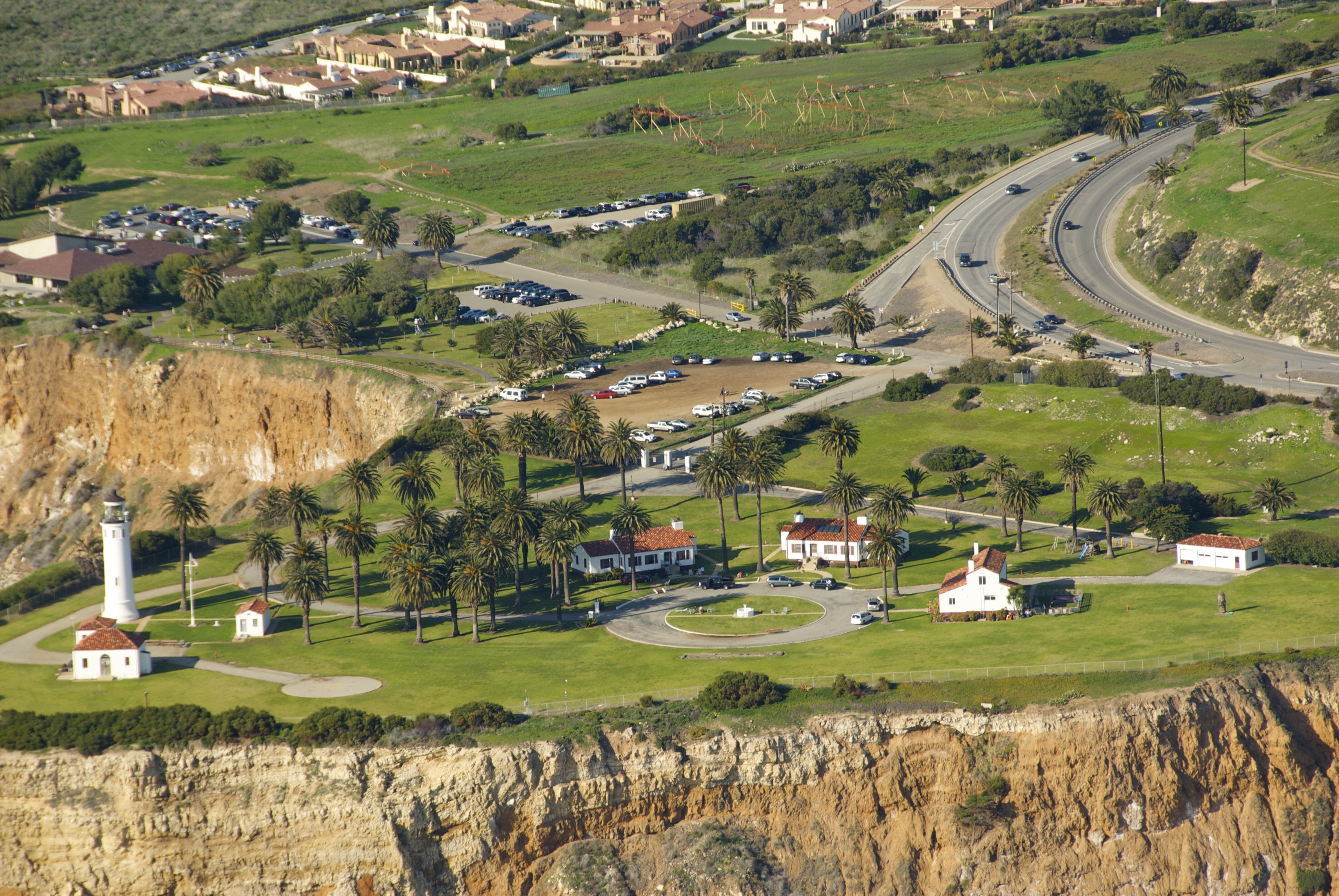
位于蘭喬帕洛斯弗迪斯的文生角灯塔将为本赛季的终点线.

- 马尼拉（尼諾伊·阿基諾國際機場）到 美國，加利福尼亚州，洛杉矶（洛杉矶国际机场）
- 洛杉矶（洛杉矶市政厅）[AT1]
- 洛杉矶（西南航运仓库）（淘汰點）
- 洛杉矶（终端岛 - 美国海岸防卫队基地）[AT2]
- 康明尔顿（康高宝工业）
- 兰乔帕第斯（文生角灯塔）

第一个路障：一名队员要经过指导后，要带着斜挎包从三层楼的高度撞碎玻璃一跃而下。与队友会合后，他们要在斜挎包里找到线索，最後一隊抵達的會被淘汰。
第二个路障：没有做第一个路障的队员，要在众多集装箱里找到上面写有他们曾经去过的城市名并记住相应的数字，然后将数字按照到达顺序填写到表格里。填写正确后，领队会电调来集装箱，通往终点的线索就在集装箱里面。
附加任务
[AT1]：到达洛杉矶后，队伍要到停车场找到福特探险家利用Ford Sync系统或取下一套线索。根据线索，队伍要驾车前往市政厅将上一赛段所获得的信封里的拍摄许可交给专员盖章，之后队伍要带着它前往「西南航运仓库」，将其交给助理导演就能获得下一条线索。
[AT2]：队伍要登上救援艇，然后前往指定海域将假人救上船，之后队伍要回到岸边获取下一条线索。

## 資料來源
1. ↑  . CBS. 2014-08-28  [2014-08-29]. （原始内容存档于2020-11-11）.
2. ↑  . CBS. 2014-06-01  [2014-06-29]. （原始内容存档于2020-11-11）.

## 外部連結
- 官方网站